# Stop Online Piracy Act
Der Stop Online Piracy Act (SOPA), auch bekannt unter dem Kürzel H.R. 3261, ist ein Gesetzentwurf, der am 26. Oktober 2011 im US-amerikanischen Repräsentantenhaus von dem republikanischen Abgeordneten Lamar S. Smith aus Texas und einer Gruppe von zwölf Unterstützern eingebracht wurde. Das Gesetz sollte es amerikanischen Urheberrechtsinhabern ähnlich wie der am 5. Dezember 2011 in den Senat eingebrachte Entwurf eines PROTECT IP Act ermöglichen, die nicht genehmigte Verbreitung urheberrechtlich geschützter Inhalte wirksam zu verhindern.  Die Beratungen über das Gesetz im Justizausschuss des Repräsentantenhauses riefen international starke, kontroverse Reaktionen hervor, die letztlich zu einem Stopp des Verabschiedungsprozesses führten.

## Inhalt
Das Gesetz hätte es dem US-Justizministerium und Urheberrechtsinhabern erlaubt, gerichtliche Verfügungen gegen die Betreiber von Internetseiten zu beantragen, die einen Verstoß gegen das US-amerikanische Urheberrecht darstellen. Den Zweck der Maßnahme sollte der Antragsteller wählen. Zum Beispiel hätte eine Verfügung Werbeagenturen und Bezahldiensten die Zusammenarbeit mit Inhabern betroffener Internetseiten untersagen und so das Tätigen weiterer Geschäfte verhindern können.
Auch das Anzeigen der Internetseite in Suchmaschinen hätte blockiert werden können. Durch das Gesetz wäre das Herunterladen geschützter Inhalte zu einer schweren Straftat geworden. Denjenigen Internetprovidern, die gegen vermutlich rechtswidrige Internetseiten vorgegangen wären, wäre Straffreiheit gewährt worden. Gleichzeitig hätte jeder Urheberrechtsinhaber, der wissentlich falsch darstellt, dass eine Internetseite dementsprechende Gesetzesverstöße begeht, hierfür strafrechtlich belangt werden können.

## Positionen

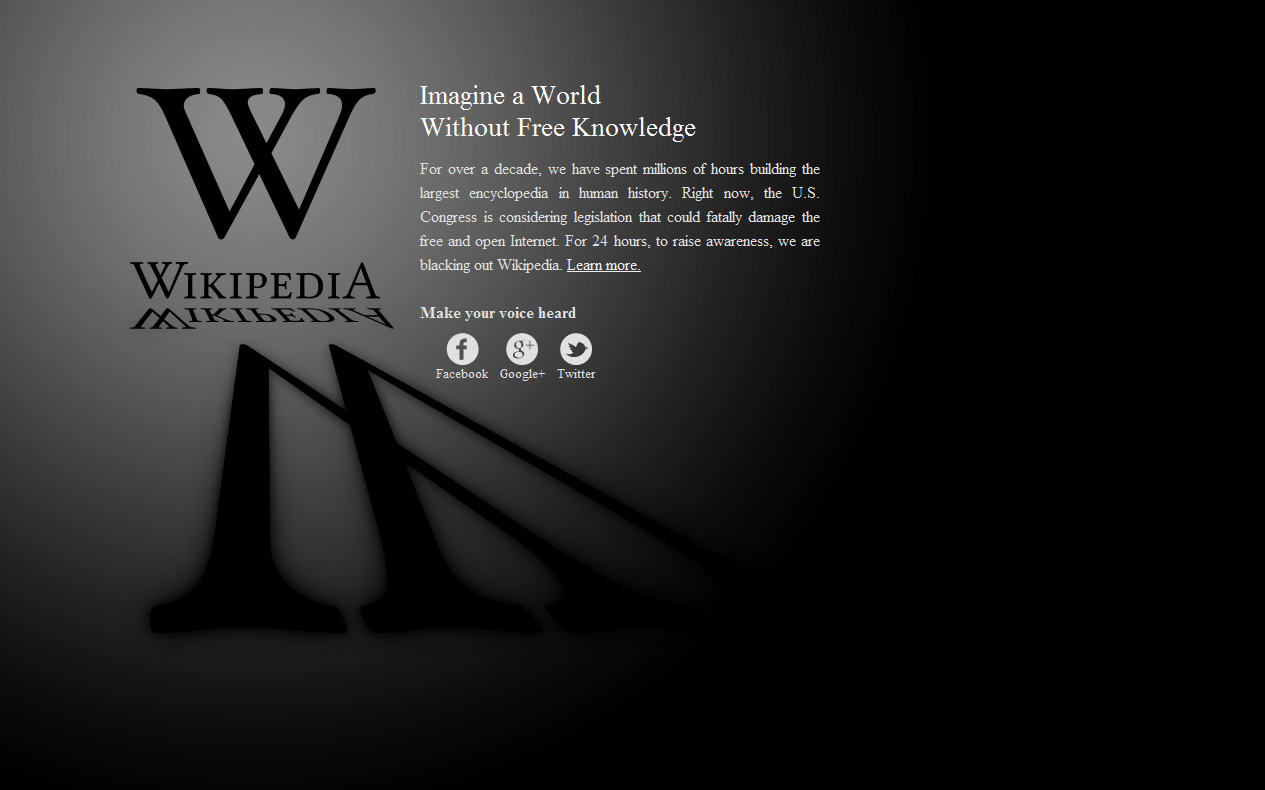
Die englischsprachige Wikipedia zeigte am 18. Januar 2012 eine Protestseite gegen SOPA und PIPA.

Unterstützer des Gesetzes sagten, es diene dazu, Urheberrechte („geistiges Eigentum“) sowie die damit verbundenen Unternehmen und Arbeitsplätze zu schützen. Auch sei es notwendig gewesen, Behörden mit Mitteln auszustatten, die es ihnen erlauben, das Urheberrecht in einem Bezug auf ausländische Internetseiten durchzusetzen. Als Unterstützer taten sich insbesondere große Medienkonzerne sowie deren Interessenverbände hervor, so beispielsweise die Motion Picture Association of America (MPAA) und die Recording Industry Association of America (RIAA). Der Pharmakonzern Pfizer gab während der Anhörung an, dass Patienten nicht immer selbst Webseiten erkennen könnten, die entweder eine falsche Marke angeben oder komplette Fälschungen sind.

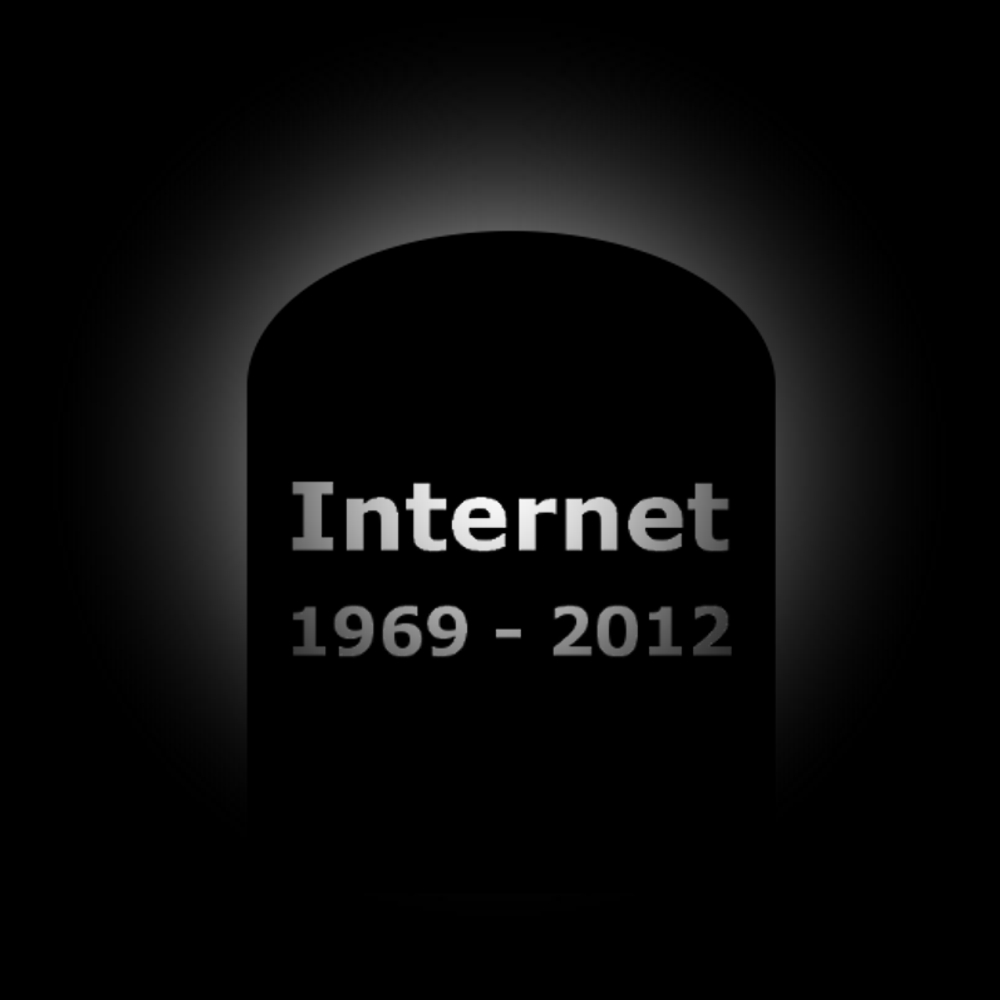
SOPA-ablehnende Kunst

Gegner erklärten, es handele sich um eine Zensur, die das Internet knebeln werde. Außerdem sei das Gesetz nicht mit dem Grundrecht der Meinungsfreiheit vereinbar, da es das Whistleblowing entscheidend erschwere oder praktisch unmöglich mache. Kritisiert wurde der Gesetzesvorschlag unter anderem von potenziell betroffenen Unternehmen wie Google, Yahoo, Facebook, eBay sowie von Bürgerrechtlern und Journalisten. Auch das Europäische Parlament unterstrich in einem Entschließungsantrag zum Gipfeltreffen EU-USA im November 2011, „dass die Integrität des weltweiten Internets und die Kommunikationsfreiheit geschützt werden müssen, indem von einseitigen Maßnahmen zum Entzug von IP-Adressen oder Domänennamen abgesehen wird“.
Eine Gruppe von Politikern beider großer Parteien der USA schlug als Alternative zu SOPA den Online Protection and Enforcement of Digital Trade Act (OPEN Act) vor, mit dem ebenfalls gegen Urheberrechtsverletzungen vorgegangen werden sollte, allerdings ohne dabei die Freiheit des Internets zu gefährden.
Am 14. Januar 2012 wurde eine offizielle Stellungnahme von drei Mitarbeitern des Weißen Hauses veröffentlicht, die sich gegen den Gesetzentwurf aussprachen. Aneesh Chopra, Victoria Espinel und Howard Schmidt erklärten darin, auch angesichts der Gefahren der Online-Piraterie könnten sie ein Gesetz nicht unterstützen, das die Meinungsäußerungsfreiheit einschränke, das Sicherheitsrisiken erhöhe und das die Dynamik und die Innovation im Netz unterminiere.

## Proteste
Presseberichten zufolge zogen Internetunternehmen wie Google, Facebook und Amazon Ende 2011 die Möglichkeit in Betracht, ihre Webangebote aus Protest zeitweise vollständig abzuschalten.
Am 18. Januar 2012 kam es zu umfangreichen Protestaktionen. Unter anderem wurde die englischsprachige Wikipedia um 5 Uhr koordinierter Weltzeit (6 Uhr MEZ) für 24 Stunden unzugänglich gemacht, indem via JavaScript fast alle Seiten (nicht jedoch die über SOPA und PIPA selbst) mit einem schwarzen Protesthinweis überblendet wurden. Auch Reddit, Boing Boing, xkcd und viele weitere Seiten ergriffen ähnliche Maßnahmen. Das Logo von Google zeigte an diesem Tag einen Zensurbalken.
Avaaz sammelte über 3,4 Mio. Online-Unterschriften gegen das Vorhaben, das die Meinungs- und Pressefreiheit bedrohe; es war seine bisher erfolgreichste Kampagne. In den USA wurden die Proteste u. a. damit begründet, dass die großen amerikanischen Rundfunkkonzerne als Unterstützer des Gesetzes bisher so gut wie nicht darüber berichtet hätten.

## Gesetzgebungsverfahren und Ausgang
Nachdem der Gesetzentwurf am 26. Oktober 2011 im US-Repräsentantenhaus eingebracht worden war, veranstaltete der Justizausschuss am 16. November 2011 eine Anhörung. Ein Sprecher des Hauses sagte, der Ausschussvorsitzende Smith plane, das Gesetz am 15. Dezember 2011 im Kongress debattieren zu lassen. Die Sache sei noch in Verhandlung, und er sei offen für Veränderungen. Der Ausschussvorsitzende legte am 12. Dezember 2011 einen veränderten SOPA-Gesetzentwurf für die Anhörung am 15. Dezember vor.
Nach langer Debatte im Justizausschuss wurde die Anhörung am 16. Dezember zunächst auf den frühestmöglichen Termin nach den Kongressferien Mitte Januar 2012 vertagt, jedoch kurz darauf stattdessen auf Mittwoch, den 21. Dezember 2011, angesetzt.
Der Vorsitzende des Justizausschusses im Repräsentantenhaus, Lamar Smith, machte am 20. Januar 2012, vier Tage vor der ursprünglich angesetzten Abstimmung über SOPA bekannt, dass der SOPA-Entwurf wegen heftiger Kritik vorerst nicht weiter vorangetrieben werden würde. Eine Kompromissbereitschaft seitens der US-Regierung bezüglich der Änderung von SOPA und PIPA wurde von Senator Harry Reid deutlich betont, er verwies ebenso Ende Januar 2012 darauf, dass in den kommenden Wochen sicher eine Lösung gefunden werden könne, welche für beide Parteien annehmbar sei. Als Teil dieser Bemühungen kann die Diskussion über den Cyber Intelligence Sharing and Protection Act (CISPA) betrachtet werden, den der Politiker Mike J. Rogers bereits im November 2011 veröffentlicht hatte. Die Gesetzesvorlage, die Ende April 2012 vom US-Repräsentantenhaus angenommen wurde, war zwar ebenfalls umstritten, wurde aber von Unternehmen wie AT&T, Facebook, Intel, Microsoft, Oracle, Symantec und Verizon durchaus unterstützt.

## Hintergründe der internationalen Politik
Die US-Handelsvertretung gibt jährlich einen Bericht zum Umgang anderer Staaten mit Rechten an geistigem Eigentum heraus, den sogenannten Special 301 Report. Einer von Wikileaks öffentlich gemachten Botschafterdepesche vom 25. Februar 2008 ist zu entnehmen, dass die USA Spanien drohten, auf dieser Liste inkriminiert zu werden, sollte Spanien nicht „bis zum Sommer 2009“ bestimmte Gesetze gegen „Internetpiraterie“ beschließen. Diese sollten sich auf der Linie bereits beschlossener Gesetze in „Frankreich und/oder Großbritannien“ bewegen. Dabei handelte es sich in Spanien um das Ley de Economía Sostenible, kurz „Ley Sinde“ bzw. „Sinde-Gesetz“ genannt (der Kultusministerin Ángeles González-Sinde wegen). Nachdem durch Wikileaks die Einflussnahme der USA bekannt geworden war, wurde das Gesetzesvorhaben in Spanien zunächst abgelehnt, am 30. Dezember 2011 in ähnlicher Weise aber doch beschlossen und sofort durch die USA im „301 Report“ lobend erwähnt, aber eine Weiterbeobachtung und ein Verbleib Spaniens auf der Liste angekündigt. Kommentatoren sehen große Übereinstimmungen zwischen SOPA und „Ley Sinde“. Christian Stöcker spricht diesbezüglich von „Weltweite[n] Internetgesetze[n]“ und verweist auf parallele Gesetze oder Gesetzesvorhaben in Großbritannien (Digital Economy Act 2010), Frankreich (Haute Autorité pour la diffusion des œuvres et la protection des droits sur internet, kurz „Hadopi“), Neuseeland (section 92a des „Copyright (New Technologies) Amendment Act 2008“, kurz „S92A“). Auch bei S92A erfolgte eine massive Einflussnahme der USA, wie ebenfalls durch Botschafterdepeschen öffentlich wurde. Ähnliche Maßnahmen sah auch das umstrittene sogenannte Anti-Counterfeiting Trade Agreement (ACTA) vor.